# Films socken
Films socken er et historisk og administrativt område beliggende i Sverige, nærmere bestemt i Östhammars kommune i Uppsala län. Films socken ligger i Uppland og indgik i Olands härad, fra 1974 i Östhammars kommune og svarer fra 2016 til Films distrikt.
Socknens areal udgør 134,21 kvadratkilometer, hvoraf 124,80 kvadratkilometer er vand. Indbyggertallet var 2.733 (2000).

## Administrativ historie
Films socken udgjorde før sammenlægning med to andre forhenværende församlingar sin egen församling. Films socken ligger fra 2010 i Dannemorabygdens församling. Films socken har en vigtig rolle i den lokale kultur og historie og fungerer som en enhed for både religiøse og sociale aktiviteter. Films socken har sin begyndelse i middelalderen. I 1735 udskiltes Österby bruksförsamling men genoptoges senere.
Ved kommunalreformen 1862 overgik socknens ansvar for de kirkelige anliggender til Films församling, og for de borgerlige anliggender dannedes Films landkommune. Landkommunen indgik i 1952 i Dannemora landkommune, som i 1974 blev en del af Östhammars kommune. Församlingen blev en del af Dannemorabygdens församling i 2010.
1. januar 2016 oprettedes distriktet Film af det område, församlingen havde i 1999/2000, hvilket svarer til Films sockens område.
En af de mest markante lokaliteter inden for Films socken er Films kyrkby, som er en småort. Småorter er typisk mindre bebyggelser, der ikke har den størrelse, der kræves for at blive klassificeret som en by. Films kyrkby fungerer som et centrum for lokalsamfundet, hvor indbyggere kan samles til forskellige arrangementer og aktiviteter.
Historisk set har Films socken haft betydning for områdets udvikling, både i forhold til landbrug og samfundsstruktur. Den kirkelige tilknytning til Films socken har også været en vigtig faktor i beboernes liv, da kirken ofte har været et samlingspunkt for både religiøse ceremonier og sociale begivenheder. I dag er Films socken et eksempel på, hvordan små lokalsamfund bevarer deres unikke identitet og kultur i takt med, at verden omkring dem forandrer sig.

## Geografi
Films socken ligger vest for Östhammar omkring Filmsøen og Vikasøen. Films socken er et fladt mosrigt skovområde med opdyrkede områder mod syd ved søen. I Film sockens nordvestlige del ligger en del af Florarnas naturreservat. Vandringsruten Upplandsleden passerer gennem området.

## Fortidslevninger
Fra Jernalderen findes tre gravfelter og gravhøjen Kong Filmners høj.

## Navn
Navnet blev i 1316 skrevet Film og kommer fra Films kyrkby. Navnet indeholder film, 'hinde, skind', og er sandsynligvis anvendt for at karakterisere Filmsøen eller Broåen, der flyder ud i søen.
60°13′45″N 17°53′45″Ø / 60.22917°N 17.89583°Ø